# Austrogymnocnemia emmae
Austrogymnocnemia emmae là một loài côn trùng trong họ Myrmeleontidae thuộc bộ Neuroptera. Loài này được New miêu tả năm 1985.